# 湯普生博物館

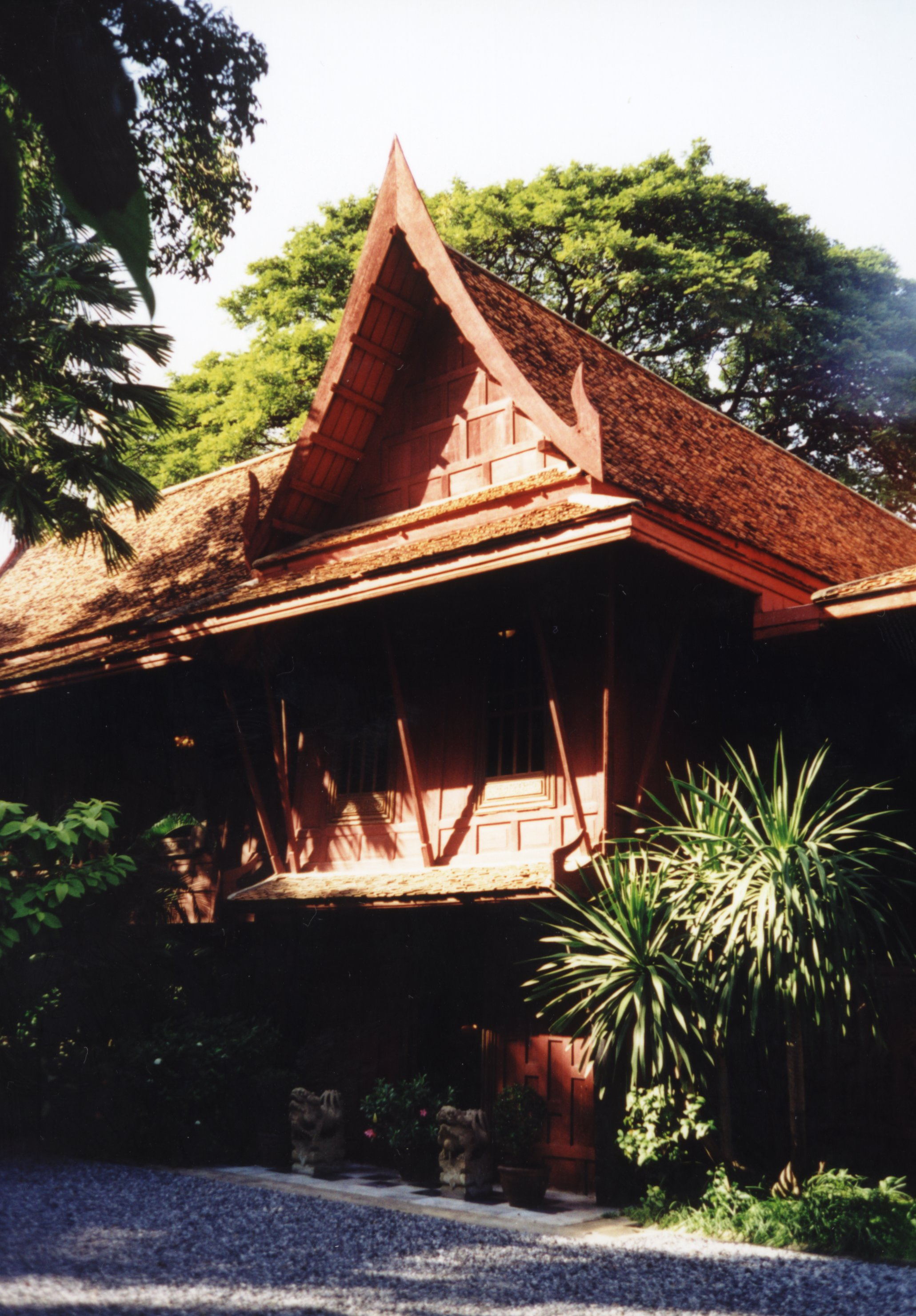
湯普生博物館裡的一棟柚木樓房

湯普生博物館（英語：Jim Thompson House）是一家位於泰國的首都曼谷巴吞旺縣的拍喃一路的橫街「卡森山二街」（Soi 2 Kasemsan）的博物館。這是一群泰國舊式建築，居留泰國的美國商人詹姆斯·汤普森先生以它來珍藏在50年代至60年代從各地收集的古董及藝術品。他除了是絲綢莊老闆，亦是一位東南亞藝術品的收藏家，他收集佛教藝術品，還經常前往鄰近的緬甸、柬埔寨及老撾旅行購物。
在1958年，他開始建築一座房子來展示他的藝術收藏品。由六棟古式泰國房屋組成，他的家在1959年完成，坐落於運河毗，此地的舊房主要來自大城府的19世紀房屋；現時的客廳則來自挽功縣（Bangkrua）。

## 外部連結
- 湯普生博物館的官方網站（泰文）
- 湯普生絲綢莊的官方網站